# Modisimus pittier
Modisimus pittier är en spindelart som beskrevs av Huber 1998. Modisimus pittier ingår i släktet Modisimus och familjen dallerspindlar. Inga underarter finns listade i Catalogue of Life.